# Joe Conway
Joseph Ward „Joe“ Conway (* 3. Dezember 1898 in Salt Lake City, Utah; † 19. November 1945 in Florence, Arizona) war ein US-amerikanischer Soldat, Jurist und Politiker (Demokratische Partei).

## Werdegang
Joe Conway, Sohn von Catherine Ward (1880–1939) und Mr. Conway, wurde 1898 in Salt Lake City (Utah) geboren, wuchs aber in Winkelman (Arizona) auf. Er besuchte dort die Grammar School. Nach seinem Abschluss an der Highschool ging er auf das Arizona State College in Tempe (Arizona), wo er 1918 graduierte. Während seiner Studienzeit war er Redakteur des Jahrbuchs und Leiter der Schulzeitung. Er erhielt Auszeichnungen in Basketball und Baseball. Außerdem war er Präsident der Studentenschaft und eines Clubs. Nach seinem Abschluss am Arizona State College trat er in die Streitkräfte ein. Nach seiner Ausmusterung ging er auf die University of Arizona, wo er Jura studierte und 1924 seinen Abschluss machte. Während er das College besuchte, arbeitete er in den Bergbauminen und in der Schmelzhütte in Miami und Hayden (Gila County). Während seines Universitätsbesuchs war er für die Zeitungen in Tucson (Pima County) tätig. Er arbeitete für die Miami Evening Bulletin in Miami und begann dann 1924 in der Bergbaugemeinde als Anwalt zu praktizieren. 1928 zog er nach Phoenix (Maricopa County), wo er eine Anwaltspraxis eröffnete.
Seine erste Wahl zum Attorney General von Arizona erfolgte 1936. Seinen Posten trat er am 4. Januar 1937 an. Während seiner ersten Amtszeit zog er nationale Aufmerksamkeit auf sich durch die Androhung alle Vermögenswerte der Phelps Dodge Corporation zu beschlagnahmen, des größten Bergbauunternehmens in Arizona. Dadurch zwang er das Unternehmen zu Zahlung der Grundsteuer in Höhe von 4 Millionen Dollar. Infolgedessen kam es zu einem Rechtsstreit, der den größten Teil der Weltwirtschaftskrise andauerte. Conway wurde dreimal zum Attorney General von Arizona wiedergewählt. Er bekleidete den Posten bis zu seinem Rücktritt im Januar 1944, um für den US-Senat zu kandidieren und zwar gegen den demokratischen Amtsinhaber Carl Hayden. Bei den folgenden Vorwahlen im Juli 1944 erlitt er eine Niederlage. Conway erklärte eine Woche später, dass er bei den nächsten Wahlen für den Posten des Attorney General von Arizona erneut kandidieren werde.
Am 19. November 1945 verstarb er in Florence (Arizona) bei einem Autounfall. Sein Leichnam wurde auf dem Greenwood Memory Lawn Cemetery in Phoenix (Arizona) beigesetzt. Conway wurde von seiner Ehefrau, Gertrude Conway, und einer Tochter und Schwiegersohn, J.O. Brugh aus Phoenix, überlebt.
Er war Mitglied der Luke-Greenway Post, der Amerikanischen Legion und der Miami Elks Lodge.